# Pat Price
Shaun Patrick „Pat“ Price (* 24. März 1955 in Nelson, British Columbia) ist ein ehemaliger kanadischer Eishockeyspieler, der im Verlauf seiner aktiven Karriere zwischen 1970 und 1988 unter anderem 800 Spiele für die New York Islanders, Edmonton Oilers, Pittsburgh Penguins, Nordiques de Québec, New York Rangers und Minnesota North Stars in der National Hockey League (NHL) sowie 68 weitere für die Vancouver Blazers in der World Hockey Association (WHA) auf der Position des Verteidigers bestritten hat. Price war im WHA Amateur Draft 1974 als Gesamterster von den Vancouver Blazers ausgewählt worden.

## Karriere
Price war während seiner Juniorenzeit zwischen 1970 und 1974 bei den Saskatoon Blades in der Western Canada Hockey League (WCHL) der dominante Nachwuchsverteidiger seiner Zeit. Im Verlauf der vier Spielzeiten bestritt er 302 Partien in der Liga und sammelte dabei 273 Scorerpunkte. Zum Abschluss gewann er die Bill Hunter Memorial Trophy als bester Abwehrspieler der Liga. So wurden auch die Vancouver Blazers aus der World Hockey Association (WHA) auf ihn aufmerksam, die ihn schließlich im WHA Amateur Draft 1974 mit dem ersten Draftrecht der ersten Runde auswählten. Aufgrund einer Altersbeschränkung, war Price für den NHL Amateur Draft erst im darauffolgenden Jahr zugelassen. Die Blazers versuchten ihn so schnell wie möglich zu verpflichten und boten ihm einen mit 1,3 Millionen Dollar dotierten Vertrag, den er nicht ausschlagen konnte.
Schon vor Saisonbeginn nahm er am Trainingslager der WHA All-Stars für die Summit Series 1974 teil, konnte sich jedoch nicht für den Kader bei den Spielen gegen die Sowjetunion durchsetzen. In der WHA hatte er aufgrund seiner Vorschusslorbeeren einen Stammplatz, enttäuschte aber auf ganzer Linie, da er die in ihn gesetzten Erwartungen nicht annähernd erfüllen konnte. Beim NHL Amateur Draft 1975 wählten ihn die New York Islanders aus der National Hockey League (NHL) in der ersten Runde an elfter Stelle aus. Bei den Blazers war man aufgrund seines teuren Vertrages froh, dass er nach New York wechselte. Seine Leistung reichte in der Saison 1975/76 nicht, um sich in der NHL durchzusetzen. Nur vier Spiele bestritt er in diesem Jahr für die Islanders und spielte meist für die Fort Worth Texans in der Central Hockey League (CHL). Nach vier Jahren mit den Islanders, die für beide Seiten unbefriedigend waren und zu einer Reihe von Auseinandersetzungen mit dem Trainer Al Arbour führten, bezeichnete Price die Jahre als verlorene Zeit und bat um einen Wechsel. Diesem Wunsch kamen die Edmonton Oilers zuvor, da sie ihn beim NHL Expansion Draft 1979 von den Islanders auswählten.
Knapp zwei Spielzeiten blieb der Kanadier bei den Oilers, bevor er im Tausch für Pat Hughes zu den Pittsburgh Penguins wechselte. Inmitten der Saison 1982/83 folgte über die Waiver-Liste ein Wechsel zu den Nordiques de Québec. Kurz nach seinem Wechsel hatte er große gesundheitliche Probleme. Durch eine Viruserkrankung ausgelöst, plagte ihn eine lebensgefährliche Enzephalitis (Gehirnentzündung). Nach überstandener Krankheit hatte er die solideste Zeit in seiner Karriere. Zu Ende seiner Karriere wechselte er in der Saison 1986/87 in einem Transfergeschäft im Tausch für Lane Lambert für 19 Spiele zu den New York Rangers, bevor diese ihn im Tausch gegen Willi Plett an die Minnesota North Stars abgegeben wurde. In diesen Jahren spielte er auch immer wieder einmal in den Farmteams bei den Fredericton Express in der American Hockey League (AHL) und den Kalamazoo Wings in der International Hockey League (IHL).

## Erfolge und Auszeichnungen
- 1974 Bill Hunter Memorial Trophy
- 1974 WCHL First All-Star Team

## Karrierestatistik
(Legende zur Spielerstatistik: Sp oder GP = absolvierte Spiele; T oder G = erzielte Tore; V oder A = erzielte Assists; Pkt oder Pts = erzielte Scorerpunkte; SM oder PIM = erhaltene Strafminuten; +/− = Plus/Minus-Bilanz; PP = erzielte Überzahltore; SH = erzielte Unterzahltore; GW = erzielte Siegtore; 1 Play-downs/Relegation; Kursiv: Statistik nicht vollständig)